# Boulevard Déodat-de-Séverac
Le boulevard Déodat-de-Séverac (en occitan : baloard Deodat de Severac) est une voie de Toulouse, chef-lieu de la région Occitanie, dans le Midi de la France.

## Situation et accès

### Description
Le boulevard Déodat-de-Séverac est une voie publique. Il sépare le quartier de la Croix-de-Pierre de celui du Fer-à-Cheval à l'est, et le quartier de Fontaine-Lestang et de la Patte-d'Oie à l'ouest, tous dans le secteur 2 - Rive gauche. Il naît de la place de la Croix-de-Pierre, au carrefour de l'avenue de Muret, et dans le prolongement des ponts de la Croix-de-Pierre, Pierre-de-Coubertin et du Garigliano, qui traversent la Garonne et l'île du Ramier pour rejoindre le boulevard des Récollets.

### Voies rencontrées
La boulevard Déodat-de-Séverac rencontre les voies suivantes, dans l'ordre des numéros croissants (« g » indique que la rue se situe à gauche, « d » à droite) :
1. Place de la Croix-de-Pierre (g)
2. Avenue de Muret (d)
3. Rue Paul-Painlevé (g)
4. Rue Boieldieu (g)
5. Rue Joseph-Billecoq (d)
6. Rue Louis-Vestrepain (g)
7. Rue des Arcs-Saint-Cyprien (d)
8. Rue Henri-Desbals (g)
9. Rue Nungesser-et-Coli (d)
10. Route de Saint-Simon (g)
11. Place Émile-Mâle
12. Rue de Cugnaux (d)

### Transports
Le boulevard est parcouru et desservi sur toute sa longueur par les lignes de tramway  , qui marquent l'arrêt aux stations Déodat-de-Séverac et Croix-de-Pierre, ainsi que par la ligne du bus 34.
Le pôle d'échange des Arènes est à proximité directe, à l'extrémité nord du boulevard. Il permet des correspondances avec les TER, le train urbain , le métro , le tramway  , les lignes de bus L2L3143467, ainsi que la ligne du réseau lio 305.
Il existe également plusieurs stations de vélos en libre-service VélôToulouse le long du boulevard Déodat-de-Séverac ou des voies les plus proches : les stations no 129 (2 boulevard Déodat-de-Séverac), no 140 (place Émile-Mâle), no 142 (65 boulevard Déodat-de-Séverac) et no 188 (121 avenue de Muret).

## Odonymie
Lors de l'aménagement du mur d'octroi, le chemin qui le longe est simplement désigné comme le chemin de ronde de l'octroi. Ce n'est qu'en 1936, lorsque le chemin est transformé en véritable boulevard, que le besoin de le nommer se fait sentir. C'est en 1939 qu'il prend le nom de Déodat de Séverac (1873-1921), compositeur originaire du Lauragais.